# Śnipiszki
Śnipiszki (lit. Šnipiškės) – prawobrzeżna  dzielnica administracyjna Wilna.
Na Śnipiszkach mieści się centrum finansowe miasta, w tym kilkanaście wieżowców, m.in. urząd miasta i gminy Wilno i wieżowiec "Europa", najwyższy budynek na Litwie i w krajach bałtyckich. 
Na Śnipiszkach znajduje się także zabytkowy rzymskokatolicki kościół pw. Św. Rafała.

## Historia
W 1595 roku król Zygmunt III Waza przekazał Hieronimowi Wołłowiczowi dworek znajdujący się wówczas na terenie obecnej dzielnicy, który przedtem należał do kupca wileńskiego Pawła Sznipki. Od nazwiska Sznipko/Sznipka utworzona została nazwa Śnipiszki.